# U.S. Route 283
La U.S. Route 283 (US 283) est une US Route auxiliaire de la US 83. Elle parcourt 731 miles (1 175 km) depuis Brady, Texas jusqu'à Lexington, Nebraska. Elle passe par le Texas, l'Oklahoma, le Kansas et le Nebraska.

## Description du tracé

### Texas
Le terminus sud de la US 283 est à une intersection avec la US 87 environ trois miles (4,8 km) au nord-ouest de Brady. La route passe par des zones rurales vers le nord et atteint Santa Anna où elle rencontre la US 84 et la US 67. Un multiplex débute avec la US 84 jusqu'à Coleman, au nord-ouest. La US 283 redevient une route rurale et passe par Baird, Albany et Throckmorton. Un peu au sud de cette dernière. la US 283 débute un multiplex avec la US 183. Les deux routes se rendent à Seymour où la US 82 / US 277 les rejoint. La US 183 et la US 283 se séparent de la US 82 et de la US 277 à Mabelle. Elles atteignent Vernon où elles se séparent. La US 283 atteint la frontière de l'Oklahoma à la Rivière Rouge un peu au nord-ouest.

### Oklahoma
La US 283 entre en Oklahoma à Elmer, au sud d'Altus. Elle atteint cette ville et continue son trajet vers le nord et le nord-ouest. Elle passe par Blair, Mangum, Willow et Sayre, où elle rencontre l'I-40. La route continue vers le nord en parcourant le nord-ouest de l'état, région très faiblement peuplée. Elle passe par Cheyenne, Roll et Arnett, où elle rencontre la US 60. Les routes forment un multiplex vers l'ouest et se séparent peu après, la US 283 reprenant un alignement vers le nord. Elle traverse ensuite Shattuck, Laverne et Rosston avant d'atteindre la frontière du Kansas au nord de Rosston.

### Kansas
La US 283 entre au Kansas au sud d'Englewood. Comme en Oklahoma, la US 283 au Kansas traverse des zones peu habitées. Elle passe par Minneola avant d'atteindre Dodge City, plus au nord. Dodge City est la seule ville de plus de 3 000 habitants que la US 283 rencontre sur son passage dans l'état.
À Dodge City, la US 283 rencontre la US 56 / US 400 et contourne la ville par le sud et l'est en multiplex avec ces routes. Elle se sépare de la US 400 au sud-est de la ville et de la US 56 au nord-est. Entre temps, elle rencontre la US 50 qui rejoint elle aussi la US 283 jusqu'à Wright. À Wright, la US 283 prend un alignement vers le nord en passant par Jetmore, Ness City, WaKeeney, Hill City et Norton, avant de traverser la frontière du Nebraska au nord de cette dernière.

### Nebraska
La US 283 entre au Nebraska au sud d'Arapahoe. Elle continue vers le nord en passant par Elwood, puis bifurque vers le nord-est. Elle traverse la Rivière Platte et croise l'I-80. Elle continue au nord pour entrer à Lexington et passe au-dessus de voies ferrées avant d'arriver à l'intersection avec E. 5th Street, où elle prend la direction est et ouest, puis sud sur N. Grant Street et N. Jefferson Street pour prendre fin aux intersections avec la US 30.

## Intersections majeures
Texas
 US 87 près de Brady
 US 67 / US 84 à Santa Anna. La US 67 / US 283 forment un multiplex dans la ville. La US 84 / US 283 forment un multiplex jusqu'à Coleman.
 I-20 à Baird
 US 180 à Albany. Les routes forment un multiplex dans la ville.
 US 183 près de Throckmorton. Les routes forment un multiplex jusqu'à Vernon.
 US 380 à Throckmorton
 US 277 près de Seymour. Les routes forment un multiplex jusqu'à Mabelle.
 US 82 près de Seymour. Les routes forment un multiplex jusqu'à Mabelle.
 US 70 / US 287 à Vernon
Oklahoma
 US 62 à Altus
 I-40 à Sayre
 US 60 près d'Arnett. Les routes forment un multiplex jusqu'à l'ouest d'Arnett.
 US 270 / US 412 près de Laverne
 US 64 près de Rosston. Les routes forment un multiplex jusqu'au nord-ouest de Rosston.
Kansas
 US 160 près d'Englewood. Les routes forment un multiplex jusqu'au sud de Minneola.
 US 54 à Minneola
 US 56 / US 400 près de Dodge City. La US 56 / US 283 forment un multiplex jusqu'à Wright. La US 283 / US 400 forment un multiplex jusqu'à Dodge City.
 US 50 à Dodge City. Les routes forment un multiplex jusqu'à Wright.
 I-70/ US 40 à WaKeeney
 US 24 à Hill City
 US 36 à Norton
Nebraska
 US 6 / US 34 à Arapahoe
 I-80 près de Lexington
 US 30 à Lexington